# VyStar Veterans Memorial Arena
La VyStar Veterans Memorial Arena, appelé Jacksonville Veterans Memorial Arena entre 2003 et 2019, est une salle omnisports situé à Jacksonville en Floride.
C'est le domicile de l'équipe masculine de basket-ball universitaire des Jacksonville University Dolphins et des Jacksonville Sharks de l'Arena Football 1. La salle a une capacité de 17 500 places, pouvant varier de 16 000 places pour le basket-ball à 13 000 pour le hockey sur glace, selon les configurations. Elle abrite le Jacksonville Sports Hall of Fame et dispose de 32 suite de luxe ainsi que de 1 100 sièges de club.

## Histoire
La Jacksonville Veterans Memorial Arena a été édifiée en 2003 dans le cadre du Better Jacksonville Plan, proposé par le maire John Delaney, afin de remplacer le vétuste Jacksonville Memorial Coliseum. Construite pour 130 millions de dollars, l'arène a été conçue avec les technologies les plus modernes et les caractéristiques acoustiques nécessaires pour les concerts. Le premier artiste à s'y produire fut Elton John, en novembre 2003.

## Évènements
- NCAA Men’s Basketball Tournament, 2006 et 2010
- WWE One Night Stand, 3 juin 2007 (13 250 spectateurs)

## Galerie

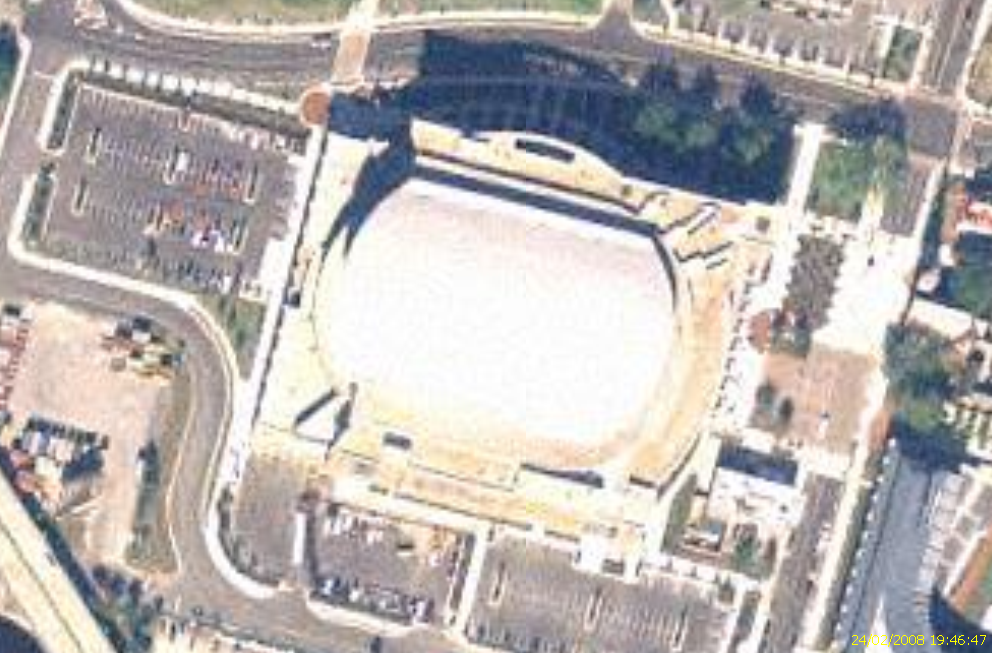
Image satellite